# Dasyatinae
Dasyatinae – podrodzina ryb chrzęstnoszkieletowych z rodziny ogończowatych (Dasyatidae).

## Podział systematyczny
Do podrodziny należą następujące rodzaje:
- Bathytoshia Whitley, 1933
- Dasyatis Rafinesque, 1810
- Hemitrygon Müller & Henle, 1838
- Hypanus Rafinesque, 1818
- Megatrygon Last, Naylor & Manjaji-Matsumoto, 2016 – jedynym przedstawicielem jest Megatrygon microps (Annandale, 1908)
- Pteroplatytrygon Fowler, 1910 – jedynym przedstawicielem jest Pteroplatytrygon violacea (Bonaparte, 1832)
- Taeniurops Garman, 1913
- Telatrygon Last, Naylor & Manjaji-Matsumoto, 2016